# Frank Dupree
Frank Dupree (* 6. Dezember 1991 als Frank Düpree in Rastatt) ist ein Pianist, Dirigent und Schlagzeuger sowie Komponist.

## Leben
Dupree begann bereits im Alter von drei Jahren mit dem Schlagzeugunterricht. 
Mit  fünf Jahren folgte dann bis heute der wöchentliche Klavierunterricht bei der Klavierprofessorin Sontraud Speidel. Mit zehn, elf Jahren wollte er Pianist werden.
Ab 2001 nahm er Unterricht in Musik- und Kompositionslehre. 2002 wechselte er in eine Klavierklasse für hochbegabte Kinder an der Hochschule für Musik Karlsruhe. Als einziger Jungstudent bundesweit wurde er außerdem 2004/05 zum Hauptfach Dirigieren (bei Peter Eötvös) an der Musikhochschule zugelassen.
Mittlerweile gewann Frank Dupree über 60 Preise bei nationalen Wettbewerben wie Jugend musiziert, aber auch bei etlichen internationalen Wettbewerben. 2008 gewann er den Junior-Wettbewerb der Minnesota International Piano-e-Competition.
Beim Internationalen Hans-von-Bülow-Wettbewerb (früher Internationaler Klavierwettbewerb Hans von Bülow) in Meiningen vom 12. bis 19. Juli 2012 erzielte Frank Dupree in der Gruppe P (Profis) in der Kategorie „Dirigieren vom Klavier“ mit dem Klavierkonzert Nr. 3 c-Moll op. 37 von Beethoven den 1. Preis sowie den Publikumspreis. Er bestritt diesen Wettbewerb direkt im Anschluss an ein Open-Air-Konzert mit dem Young Generation Orchestra in Meersburg und hatte daher in diesen Tagen insgesamt zwei Klavierkonzerte und eine Sinfonie (Orchesterstimmen und Solo-Partien) im Kopf zu behalten.
Zu Duprees musikalischen Aktivitäten gehört in der Tradition Jacques Loussiers (1934–2019) auch das dem Jazz gewidmete „Frank Dupree Trio“, das er mit dem Schlagzeuger Obi Jenne und dem Kontrabassisten Jakob Krupp bildet.
Dupree ist Preisträger des 40. Deutschen Musikwettbewerbs Bonn 2014.

## Rezension
„Feinfühlig im Anschlag und subtil in der Klangwahrnehmung ist der junge Pianist Frank Dupree als Solist in A Jazz Symphony sowie im Klavierkonzert. Er kennt seine Funktion im Orchester und kann sich auch bei Bedarf zurückhalten, selbst zur Begleitung werden oder gleichberechtigt in ein Wechselspiel einstimmen. Flächig Komponiertes lädt er nicht expressiv auf, was der Musik allerdings auch entgegenkommt, und gestaltet dafür umso individueller in den sanfteren Passagen. Er realisiert den klaren Kontrast zwischen den harten non-legato-Stellen und den unentschieden zärtlichen Ruhepunkten.“

„Musik gestalten, darum geht es Frank Dupree. Egal ob er als Pianist im Jazztrio oder Beethoven-Sonaten spielt, klassische Sinfonieorchester dirigiert oder sinfonischen Jazz auf CD aufnimmt.“

„Gerne lässt Dupree diese Grenzen auch in seinen Konzerten verschwimmen, etwa wenn er nach einem Beethoven-Klavierkonzert, das er vom Flügel aus dirigiert, Duke Ellingtons sinfonische Suite für Orchester und Jazz-Solisten aufs Programm setzt und als Zugabe virtuos über den Ellington-Standard „Caravan“ improvisiert. Oder wenn er sich im Klavier-Recital zwischen Werken verschiedener Komponisten spontan Überleitungen im Jazz-Stil ausdenkt.“

## Diskographie (Auswahl)
- 2015: Opus 1, mit Werken von Ludwig van Beethoven, Alban Berg, Peter Eötvös und Luciano Berio; Genuin classics
- 2018: George Antheil, A Jazz Symphony, Piano Concerto No. 1, Capital of the World Suite, Archipelago Rhumba; mit der  Deutschen Staatsphilharmonie Rheinland-Pfalz unter der Leitung von Karl-Heinz Steffens; Capriccio
- 2021: A Poet’s Love, mit Werken von Sergej Prokofjew und Robert Schumann, mit Timothy Ridout (Viola); Harmonia Mundi
- 2021: Nikolai Kapustin, Klavierkonzert Nr. 4 op. 56, mit dem Württembergischen Kammerorchester Heilbronn unter der Leitung von Case Scaglione; Produktion des Deutschlandfunk Kultur; Capriccio
- 2022: Nikolai Kapustin, Blueprint. Piano Music for Jazz Trio, mit Jakob Krupp (Bass) und Meinhard Jenne (Drums); Produktion des SWR; Capriccio
- 2022: Salted Caramel, mit Werken von George Gershwin, Miles Davis, Daniel Schnyder, Elvis Costello, Dizzy Gillespie, Leonard Bernstein und Roy Hargrove; mit Simon Höfele (Trompete), Jakob Krupp (Bass) und Meinhard Jenne (Drums); Produktion des SWR; Berlin Classics